# Baldur's Gate: Tales of the Sword Coast
Baldur's Gate: Tales of the Sword Coast — сюжетне розширення до культової рольовій відеогри Baldur's Gate, дія якого відбувається в фентезійному світі Забутих Королівств. Розроблено компанією BioWare і випущено Interplay Entertainment в 1999 році. Доповнення додає від 20 до 30 додаткових годин ігрового процесу до оригінальної гри, включаючи чотири нових локації і незначні налаштування деяких механік. До 2003 року глобальні продажі Tales of the Sword Coast досягли відмітки у 600 тисяч копій.

## Ігровий процес
Детальніші відомості про ігровий процес ви можете знайти в статті Baldur's Gate.
Хоча розширення зберігає фундаментальні ігрові механіки Baldur's Gate, у карту світу з оригінальної гри внесено ряд налаштувань і покращень, підвищено максимальний рівень персонажа, покращено інтерфейс користувача та систему інвентарю і переосмислені здібності деяких класів.
Крім того, якщо гравець завершив основну сюжетну кампанію, у Tales of the Sword Coast є можливість завантажити ігрове збереження і почати сюжет розширення зі своїми персонажами і їх спорядженням.

## Реліз
Tales of the Sword Coast дебютувала на першому місці в чарті продажів комп’ютерних ігор PC Data у період з 2 по 8 травня і утримувала цю позицію і наступного тижня, але опустилася на 6 місце третього тижня. Гра залишалася в топ-10 протягом усього травня і була другим бестселером місяця в цілому після Star Wars: Episode I – The Phantom Menace. До тижня, що закінчився 12 червня, гра випала з тижневих чартів. Проте посіла 17-е місце в місячному графіку PC Data за червень. Тільки в Сполучених Штатах до березня 2000 року продажі Tales of the Sword Coast досягли 156 тисяч копій.
До кінця 2003 року світові продажі Tales of the Sword Coast перевищили 600 тисяч копій.

## Оцінки і відгуки
Розширення отримало позитивні відгуки від критиків. У огляді від GameSpot було зауважено, що в грі є «декілька інколи неприємних битв, додано лише незначні покращення ігрового процесу та дещо вільне трактування правил AD&D», але нові локації та інший контент виявилися цікавими та веселими. Computer Games Strategy Plus назвали це «солідним доповненням до чудової гри», але критикували періодичні збої, які неприємно переривають ігрову сесію. Відповідно до GameSpy, «особливо для нових гравців, структура “надбудови” розширить і без того багатий досвід, незмірно покращуючи загальне враження від Baldur's Gate». У числі переваг доповнення оглядачі відзначили тісну інтеграцію з основною грою. Були оцінені й масштаби доповнення, що виходять за межі типового доповнення. Оглядач GamePro позитивно оцінив сюжетні та рольові елементи доповнення, а також глибину опрацювання нових персонажів.
Негативно критики оцінили відсутність оригінальних нововведень в ігровому процесі і надмірно велику кількість битв.  У той самий час, у Computer Gaming World зазначалося, що у цій галузі, у порівнянні з оригінальною грою, проблем поменшало. Computer Games Strategy Plus відзначали присутність технічних проблем, що призводили до збоїв гри, а також можливість поставити гру на паузу під час маніпуляцій з предметами. У огляді GameSpot зазначалося, що у складних битвах починаються даватися взнаки недоліки гібридної бойової системи: паузу доводиться включати дуже часто, внаслідок чого плавний хід битви постійно розривається.

## Нагороди
Tales of the Sword Coast отримала нагороду Origins Awards як «Найкраща рольова гра 1999 року». Отримала номінації від Computer Games Strategy Plus та GameSpot у 1999 році як «Доповнення року».